# Men då igenom seklernas sekunder
Men då igenom seklernas sekunder är en psalmtext av evangelisten Emil Gustafson i Helgelseförbundet. Den är en väckelsesång. Gustafson grundade sin text på Psaltaren 14 och författaren citerar första versen Dåren säger i sitt hjärta: "Det finnes ingen Gud!" för att presentera psalmens ursprung. Psalmen har fem 6-radiga verser.

## Publicerad i
- Hjärtesånger 1895 som nr 2 under rubriken Väckelse- och inbjudningssånger.